# 우낭 히릿
《우낭 히릿》(필리핀어: Unang Hirit→첫 응답)는 필리핀의 아침 정보 프로그램이다.